# 桑麻柚
桑麻柚（學名:Citrus maxima (Burm.) Merr. cv. Songma Yu) 是一種水果，屬於柑橘屬，是柚的栽培變種，和柚同屬於喬木。整個水果呈現雞蛋外形，好似沙田柚，但頂部較平坦，果皮稍稍粗糙。味道甜偏酸，果期較早(早熟)，為9月中旬至10月上旬。主產地為廣東各地。